# Ossendorf (Kolonia)
Ossendorf, Köln-Ossendorf — dzielnica miasta Kolonia w Niemczech, w okręgu administracyjnym Ehrenfeld, w kraju związkowym Nadrenia Północna-Westfalia, na lewym brzegu Renu. 